# Jin Mi-jeong
Jin Mi-jeong (진미정?; 28 gennaio 1978) è un'ex cestista sudcoreana.

## Carriera
Con la Corea del Sud ha disputato le Olimpiadi del 2008.